# 岩﨑哲也
岩﨑 哲也（いわさき てつや、1982年10月13日 - ）は、埼玉県深谷市出身の元プロ野球選手（投手）、野球指導者。右投右打。

## 経歴

### 高校・大学時代
埼玉県立行田工業高等学校時代は、春日部共栄高等学校とともに夏の埼玉大会優勝候補だったが、埼玉栄高等学校と初戦で対戦して惜敗。その後、国士舘大学では小島紳二郎が同期のエースで4年春の2部開幕戦で先発し初勝利を挙げたが主にリリーフであった。三菱重工横浜硬式野球クラブに入部した。

### 三菱重工時代
2005年の第76回都市対抗野球大会神奈川2次予選で好投し、三菱ふそう川崎の補強選手として出場した。5試合中4試合に登板して三菱ふそう川崎の優勝に大きく貢献、新人賞に当たる若獅子賞を受賞した。2006年は東芝に補強されて第77回都市対抗野球大会に出場。補強選手ながら開幕戦の先発投手を任された。
同年の大学・社会人ドラフトで西武ライオンズから5巡目指名を受けて入団。背番号35は、東芝に補強された時に着けていた番号でもある。

### 西武時代
2007年は新人として唯一の開幕一軍に登録された。開幕戦で西口文也を救援し、1イニングを無失点に抑えたが、翌日は9回に登板して2/3回6失点とプロの洗礼を受けた。同年6月14日に中継ぎでプロ初勝利を達成。7月4日の対北海道日本ハムファイターズ戦では小野寺力の不調で抑え投手が不在になり、それまでチーム最多ホールドを挙げていた岩﨑が登板、プロ初セーブを挙げた。序盤こそ不安定だったが、オールスター以降の防御率は1点台と大きく安定した。右のセットアッパーとして主に7回を任され、最終的に新人ながらチームトップの55試合に登板、防御率2.82・3勝1敗2セーブ、チーム2位となる16ホールドポイントの好成績を収めた。
2008年はキャンプで制球難を指摘されて二軍スタート。4月9日に昇格するが被安打が多く、降格と再昇格を繰り返した。7月20日の対千葉ロッテマリーンズ戦では打者9人に対して7安打5失点と打ち込まれ、8月末に降格してシーズンを終えた。8月18日の対オリックス・バファローズ戦では1球三振を記録した。
2009年は6月まで無失点投球を続け、2年ぶりのホールドを挙げた。一時は勝ち試合で登板し、7月にはリーグトップの13試合に登板して、チーム3位の9ホールドを記録した。しかし26回で28被安打と不安定な内容の投球が続き、8月10日に降格した。
2010年から背番号が25に変更されたが、プロ入り最少となる1試合の登板に終わった。
2011年は、二軍で22試合に登板し防御率1.96を記録したものの、一軍ではわずか2試合の登板に終わり、10月9日、戦力外通告を受けた。12月2日自由契約公示された。

### 西武退団後
2012年2月にロングビーチ・アーマダに所属しアリゾナ・ウィンターリーグに参加。同シーズンよりプロ野球独立リーグ、ノース・アメリカン・リーグのエディンバーグ・ロードランナーズに移籍。22試合（うち先発1試合）で5勝0敗、防御率2.20の好成績を残した。
2013年4月、リーガ・メヒカーナ・デ・ベイスボルのキンタナロー・タイガースと契約した。その後帰国し、7月からは日本国内の独立リーグ・四国アイランドリーグplusの愛媛マンダリンパイレーツと契約した。シーズン後は12球団合同トライアウトを受験し、愛媛で同僚の金森敬之らとともに千葉ロッテマリーンズの入団テストも受けた。しかし、金森は合格したものの岩﨑の獲得は見送られ、同年限りで引退した。

### 現役引退後
引退後の2015年1月30日に学生野球資格を回復し、学生・生徒への指導が可能になった。
同年、G.G.佐藤の父親が社長を務める株式会社トラバースに入社し、同社の軟式野球部でプレー。
その後退社し、2017年12月1日に母校である国士舘大学硬式野球部のコーチ就任が発表された。2020年をもって退任。
2025年1月20日、四国アイランドリーグplusの徳島インディゴソックスで、ヘッドコーチ兼アカデミーコーチに就任することが発表された。

## 選手としての特徴
始動からリリースの間に後ろを振り返る変則的なサイドスローフォームで投げる。

## 詳細情報

### 年度別投手成績
| 年 度     | 球 団     | 登 板 | 先 発 | 完 投 | 完 封 | 無 四 球 | 勝 利 | 敗 戦 | セ 丨 ブ | ホ 丨 ル ド | 勝 率 | 打 者 | 投 球 回 | 被 安 打 | 被 本 塁 打 | 与 四 球 | 敬 遠 | 与 死 球 | 奪 三 振 | 暴 投 | ボ 丨 ク | 失 点 | 自 責 点 | 防 御 率 | W H I P |
| --------- | --------- | ----- | ----- | ----- | ----- | -------- | ----- | ----- | -------- | ----------- | ----- | ----- | -------- | -------- | ----------- | -------- | ----- | -------- | -------- | ----- | -------- | ----- | -------- | -------- | ------- |
| 2007      | 西武      | 55    | 0     | 0     | 0     | 0        | 3     | 1     | 2        | 13          | .750  | 220   | 54.1     | 43       | 5           | 17       | 1     | 5        | 33       | 1     | 1        | 19    | 17       | 2.82     | 1.10    |
| 2008      | 西武      | 20    | 0     | 0     | 0     | 0        | 2     | 0     | 0        | 0           | 1.000 | 99    | 21.0     | 32       | 2           | 4        | 0     | 5        | 10       | 0     | 0        | 16    | 13       | 5.57     | 1.71    |
| 2009      | 西武      | 27    | 0     | 0     | 0     | 0        | 2     | 4     | 0        | 9           | .333  | 115   | 26.0     | 28       | 2           | 13       | 2     | 2        | 15       | 1     | 1        | 14    | 13       | 4.50     | 1.58    |
| 2010      | 西武      | 1     | 0     | 0     | 0     | 0        | 0     | 0     | 0        | 0           | ----  | 10    | 1.2      | 4        | 1           | 0        | 0     | 1        | 2        | 0     | 0        | 3     | 2        | 10.80    | 2.50    |
| 2011      | 西武      | 2     | 0     | 0     | 0     | 0        | 0     | 0     | 0        | 0           | ----  | 12    | 2.1      | 5        | 0           | 1        | 0     | 1        | 0        | 0     | 0        | 1     | 1        | 3.86     | 2.61    |
| 通算：5年 | 通算：5年 | 105   | 0     | 0     | 0     | 0        | 7     | 5     | 2        | 22          | .583  | 456   | 105.1    | 112      | 10          | 35       | 3     | 14       | 60       | 2     | 2        | 53    | 46       | 3.93     | 1.40    |

### 年度別守備成績
| 年 度 | 球 団 | 投手  | 投手  | 投手  | 投手  | 投手  | 投手     |
| 年 度 | 球 団 | 試 合 | 刺 殺 | 補 殺 | 失 策 | 併 殺 | 守 備 率 |
| ----- | ----- | ----- | ----- | ----- | ----- | ----- | -------- |
| 2007  | 西武  | 55    | 1     | 11    | 0     | 3     | 1.000    |
| 2008  | 西武  | 20    | 0     | 3     | 0     | 0     | 1.000    |
| 2009  | 西武  | 27    | 4     | 5     | 0     | 2     | 1.000    |
| 2010  | 西武  | 1     | 0     | 0     | 0     | 0     | ----     |
| 2011  | 西武  | 2     | 0     | 0     | 0     | 0     | ----     |
| 通算  | 通算  | 105   | 5     | 19    | 0     | 5     | 1.000    |

### 記録
NPB
- 初登板・初ホールド：2007年3月24日、対東北楽天ゴールデンイーグルス1回戦（グッドウィルドーム）、7回表に2番手で救援登板、1回無失点
- 初奪三振：同上、7回表に高須洋介から空振り三振
- 初勝利：2007年6月14日、対阪神タイガース4回戦（グッドウィルドーム）、8回表二死に3番手で救援登板、1/3回無失点
- 初セーブ：2007年7月4日、対北海道日本ハムファイターズ10回戦（札幌ドーム）、10回裏に3番手で救援登板・完了、1回無失点

### 独立リーグでの投手成績
四国アイランドリーグplus
| 年 度     | 球 団     | 防 御 率 | 登 板 | 勝 利 | 敗 戦 | セ 丨 ブ | 完 投 | 完 封 | 無 四 球 | 投 球 回 | 打 者 | 被 安 打 | 被 本 塁 打 | 奪 三 振 | 与 四 球 | 与 死 球 | 失 点 | 自 責 点 | 暴 投 | ボ 丨 ク |
| --------- | --------- | -------- | ----- | ----- | ----- | -------- | ----- | ----- | -------- | -------- | ----- | -------- | ----------- | -------- | -------- | -------- | ----- | -------- | ----- | -------- |
| 2013      | 愛媛      | 2.20     | 16    | 3     | 1     | 0        | 0     | 0     | 0        | 16.1     | 66    | 9        | 0           | 5        | 6        | 1        | 5     | 4        | 1     | 0        |
| 通算：1年 | 通算：1年 | 2.20     | 16    | 3     | 1     | 0        | 0     | 0     | 0        | 16.1     | 66    | 9        | 0           | 5        | 6        | 1        | 5     | 4        | 1     | 0        |

### 背番号
- 35（2007年 - 2009年）
- 25（2010年 - 2011年）
- 22（2012年）
- 14（2013年）
- 80（2025年 - ）